# Priberéjne (Saki)
|  | Per a altres significats, vegeu «Priberéjne». |

Priberéjne (en (ucraïnès): Прибережне, en rus: Прибрежное, Pribréjnoie) és un poble de la República Autònoma de Crimea a Ucraïna, que el 2016 tenia 686 habitants. Pertany al districte rural de Saki.